# Jan Kaczara
Jan Kaczara (ur. 6 października 1907 w Gaju, zm. 22 stycznia 1980 w Krakowie) – krakowski dorożkarz, bohater poematu Zaczarowana dorożka (1948) Konstantego Ildefonsa Gałczyńskiego.
Przyjechał do Krakowa w 1923 i podjął pracę dorożkarza. Mieszkał w krakowskiej dzielnicy Prądnik Czerwony (ul. Dobrego Pasterza nr 30), był żonaty (z Anielą), miał syna, który później również pracował jako dorożkarz. Po Krakowie jeździł dorożką nr 13 (według niektórych źródeł nr 6). Nosił zawsze nieodłączny czarny melonik, który z czasem przez kolegów po fachu został przyjęty jako symbol krakowskiego dorożkarstwa.
Często mówił rymami. Rozsławiony przez Gałczyńskiego, który poznał go w czasie swojego pobytu w Krakowie w latach 1946–1948 i chętnie korzystał z jego usług, był później gościem programów telewizyjnych, bohaterem wywiadów prasowych. Czasami, przepasany piękną szarfą gościł na scenie Piwnicy pod Baranami. Ułożył m.in. zaginioną rymowaną historię dorożkarstwa. Na pytanie Pan wolny? potrafił zabawnie odpowiedzieć: Żonaty, ale mogę odwieźć do chaty.
Kaczara został pochowany na cmentarzu Prądnik Czerwony (parafialnym) w Krakowie. W 2000 jedną z ulic na Prądniku Czerwonym nazwano jego imieniem.

## Filmografia
- 1959: Awantura o Basię – dorożkarz

## Galeria

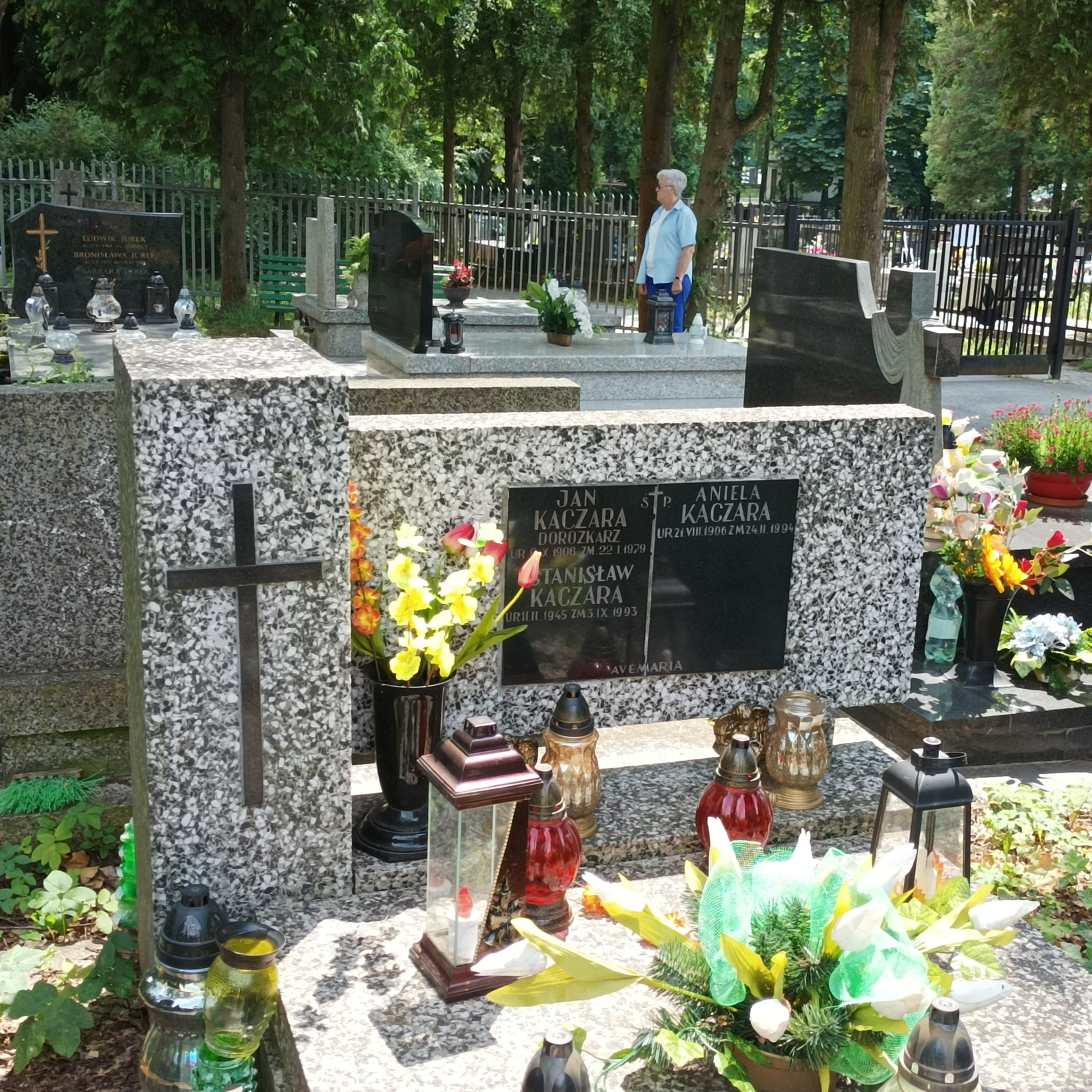
Grób Jana Kaczary
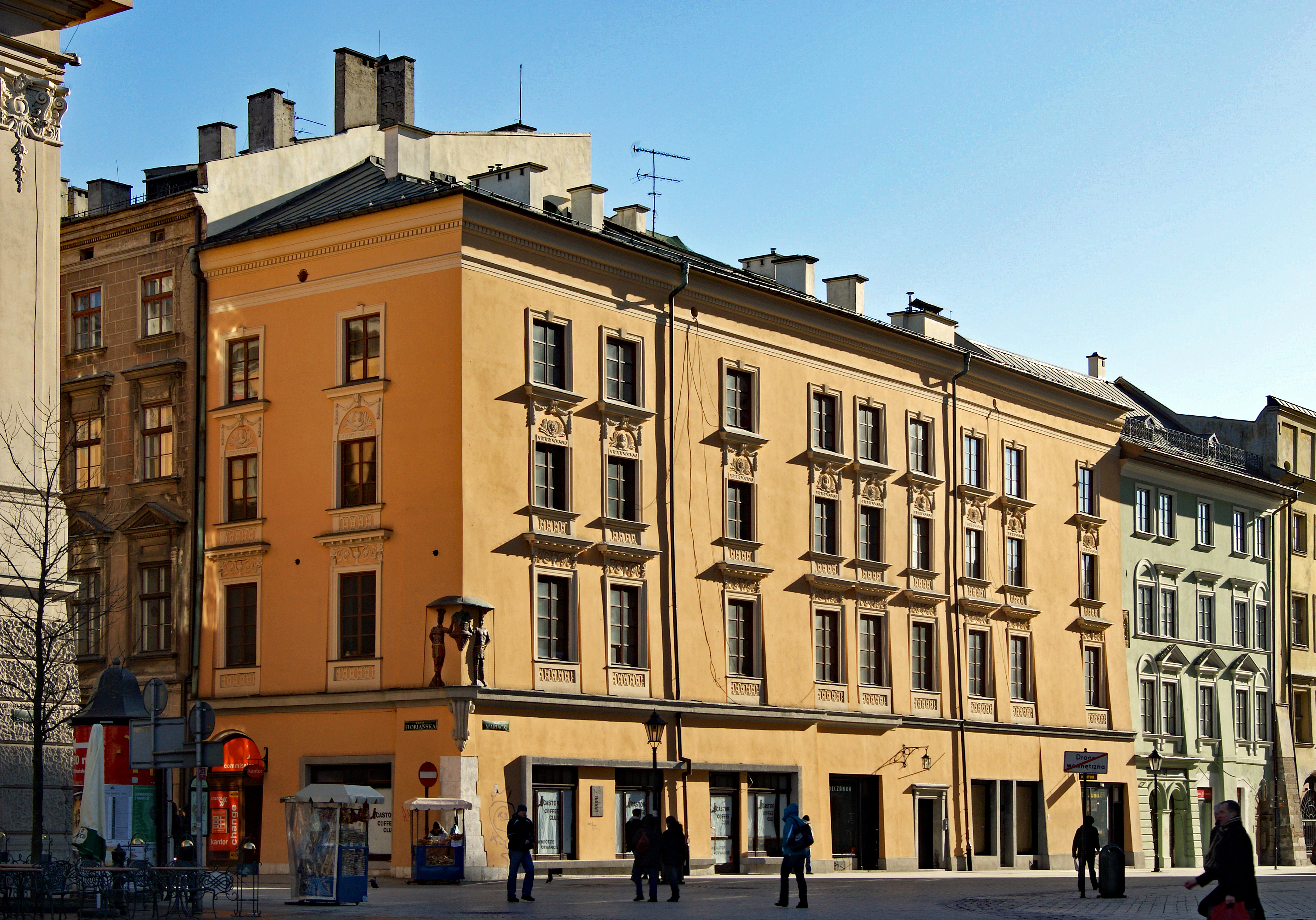
Kamienica na rogu której znajdował się postój dorożek, Kraków pl. Mariacki 1.
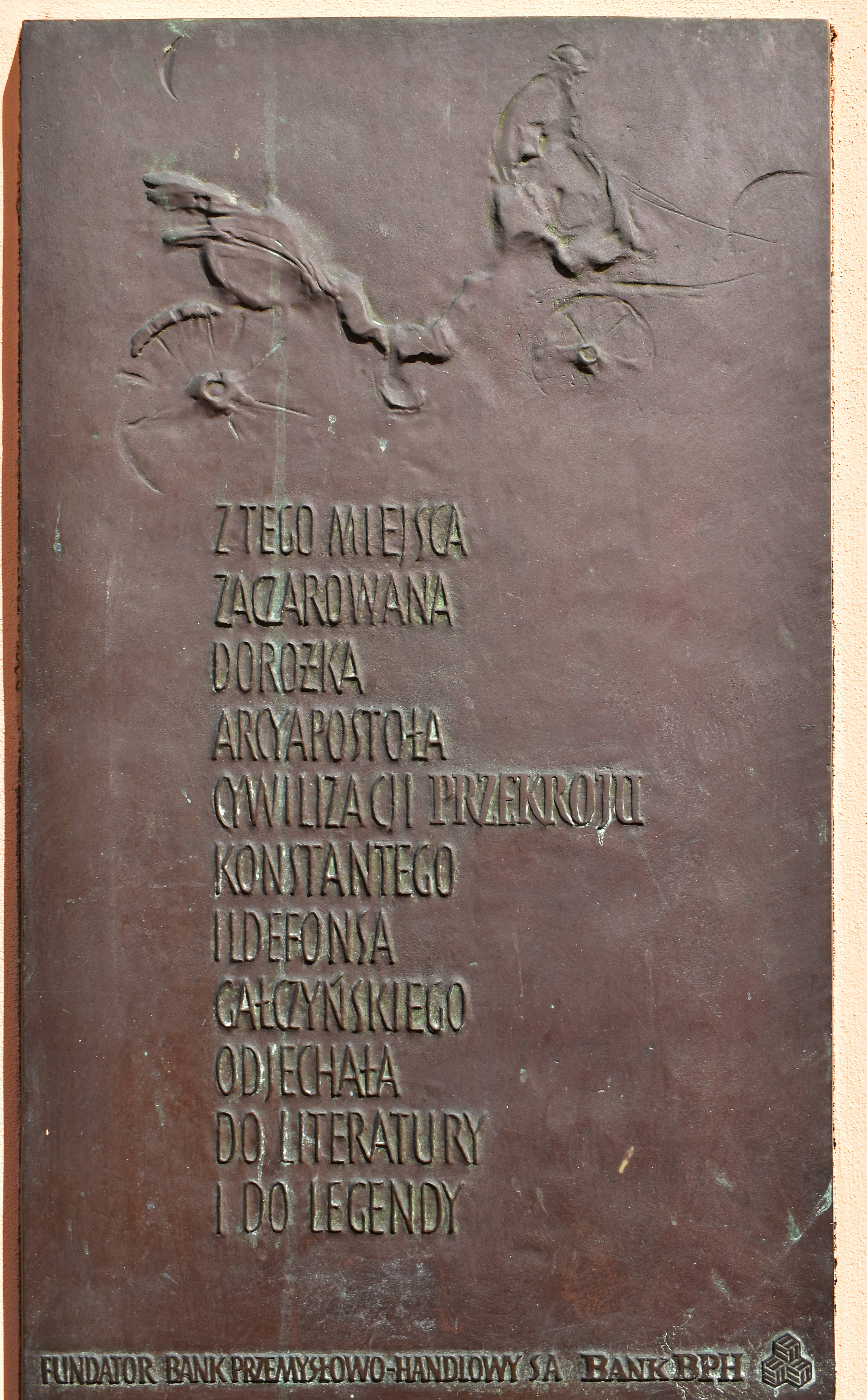
Tablica pamiątkowa K.I. Gałczyńskiego i Zaczarowanej Dorożki na  kamienicy.